# Залізниця підніжжя Юри
Залізни́ця підні́жжя Юри́ (нім. Jurafusslinie, фр. Ligne du Pied-du-Jura) — залізниця у Швейцарії, що прямує від Ольтен за маршрутом Золотурн — Гренхен — Біль — Невшатель — Івердон-ле-Бен — Морж та далі до Женеви.
Є важливим транспортним коридором між заходом та сходом Швейцарії, майже на всьому протязі окрім ділянки Тванн — Лігерз. Ця ділянка призводить до серйозних проблем, особливо у випадку з Regionalbahn. Побудова другої колії між Тванн і Лігерз з тунелем Лігерз включено в проект розвитку до 2020 року FABI, фінансування якого було розпочато в 2014 році.

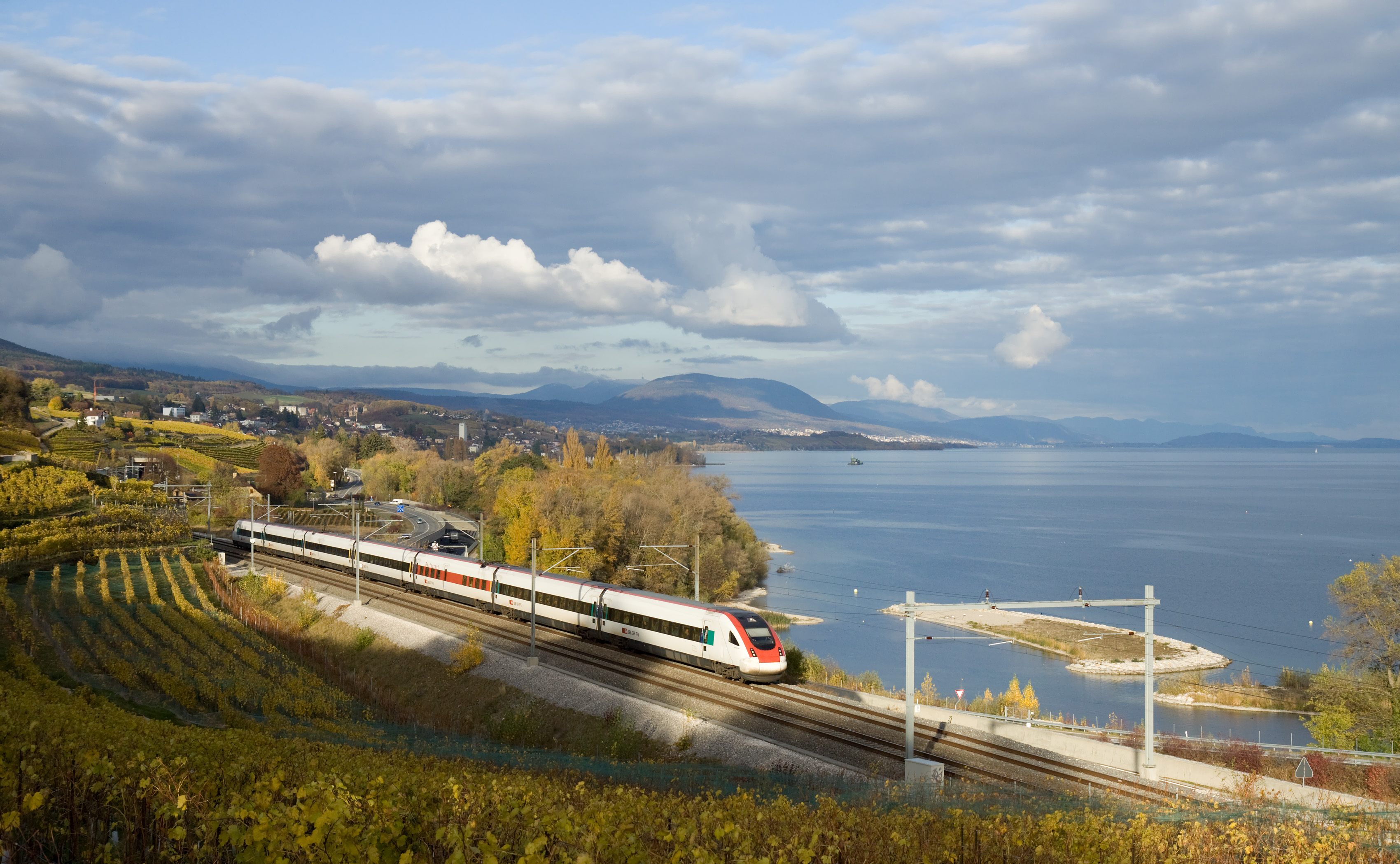
ICN на березі Невшательського озера

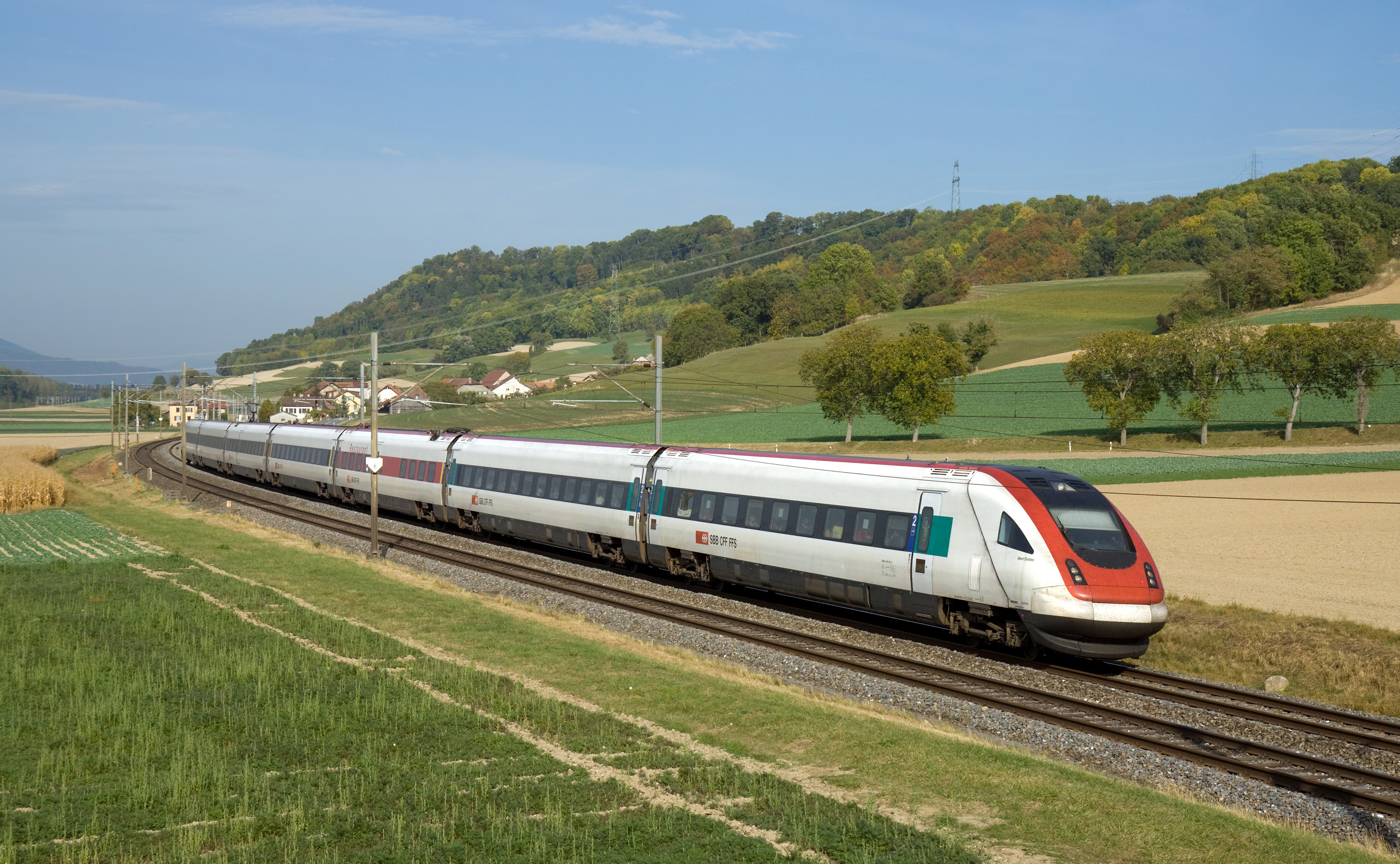
ICN біля Есер-Піте

Другою лінією Схід-Захід є Міттеланленлі, прямує за маршрутом Ольтен — Лангенталь — Бургдорф — Берн — Фрібур — Лозанна — Морж.